# Čišćenje suhim ledom
Čišćenje suhim ledom je oblik čišćenja pomoću sitnih granula smrznutog ugljičnog dioksida. Pomoću stlačenog zraka ove se granule odnosno prah prskaju na površinu koja se čisti. Osim u tehničke svrhe danas se koristi i u konzerviranju restauriranju kulturne baštine (npr. konzervacija ostataka vojnog broda USS Monitor, tehniku koristi i Philadelphia Museum of Art).
Metoda je slična drugim metodama pjeskarenja, poput pjeskarenja pijeskom ili plastičnim granulama odnosno orahovom ljuskom. No kako se koristi peletirani suhi led koji pri udaru u površinu sublimira i povećava obujam oko 800 puta, tehnika nije abrazivna, materijal nije vodljiv, nezapaljiv je i nije otrovan.
| Sredstvo za čišćenje | gustoća (g/cm³) | Tvrdoća      | Veličina zrna (mm) | dostupna hrapavost površine 1) |
| -------------------- | --------------- | ------------ | ------------------ | ------------------------------ |
| Peleti suhog leda    | 1,56            | 2 (po Mohsu) | L:5-10mm, d:3-4mm  | nema abrazivnog djelovanja     |

1) Željezo bez prevlaka.

## Sigurnost
Ugljični je dioksid toksičan pri koncentraciji iznad 1 %, i može rezultirati asfiksijom ako se ne radi uz primjereno provjetravanje. Normalna temperatura suhog leda je -78 °C pa kod rada obvezno treba koristiti termoizolirajuće rukavice. Zaštitne naočale i zaštita od buke također su obvezni.

## Povijest
Prvi sustav za čišćenje suhim ledom razvila je ratna mornarica SAD 1945. godine. Prvi patenti za suvremene sustave čišćenja suhim ledom javljaju se oko 1986. godine (U.S. Patent 4,617,064.).

## Vanjske poveznice
- DRY ICE BLASTING IN THE CONSERVATION OF METALS: A TECHNICAL ASSESSMENT AS A CONSERVATION TECHNIQUE AND PRACTICAL APPLICATION IN THE REMOVAL OF SURFACE COATINGS

- A comparison of two soot removal techniques  Arhivirana inačica izvorne stranice od 6. listopada 2018. (Wayback Machine)

- DRY ICE CLEANING IS USED TO CLEAN METAL AND CERAMIC ARTIFACTS BEFORE THEY ARE DISPLAYED  Arhivirana inačica izvorne stranice od 6. listopada 2018. (Wayback Machine)

- Making archaeology cool with dry-ice cleaning

- Rozemarijn van der Molen Droogijsstralen, Dé Reinigingstechniek Voor Metalen? [neaktivna poveznica]

- Schneestrahlen_von_Bodenfunden  Arhivirana inačica izvorne stranice od 19. veljače 2019. (Wayback Machine)